# Вокзал (село)
Вокзал (укр. Вокзал) — село в Вознесенском районе Николаевской области Украины.
Основано в 1951 году. Население по переписи 2001 года составляло 150 человек. Почтовый индекс — 56575. Телефонный код — 5134. Занимает площадь 0,302 км².

## Местный совет
56575, Николаевская обл., Вознесенский р-н, пос. Тимирязевка, ул. Мира, 16